# Anxelu
Ángel Menéndez Blanco, conocido como Anxelu, (Villallana, Lena, 1 de marzo de 1899 - Gijón, 5 de febrero de 1987) fue un poeta y monologuista español que escribía en asturiano. Es considerado como «el autor de monólogos más popular de la literatura asturiana».

## Biografía
Anxelu nació en Villallana, en el concejo de Lena, el 1 de marzo de 1899. Siendo niño, su familia se mudó a Santa Cruz de Mieres. Sólo pudo cursar estudios primarios y a los trece años comenzó a trabajar en la mina, en la Sociedad Hullera Española (S.H.E.), donde pasó por varias categorías laborales.
En 1919 se casó con Consuelo Cachero Suárez, natural de Santa Cruz de Mieres, tuvo cinco hijos: Estelita, Ángel, Piedad, María del Rosario y  María Consuelo. En 1929 comenzó a actuar como monologuista en veladas, actuaciones benéficas y demás actividades. Trabajó simultáneamente en la mina y en un pequeño taller de su propiedad en Gijón hasta que cerró este en 1934. Se mudó entonces a vivir a Mieres.
Se jubiló en 1955 con graves problemas de silicosis y en 1972 se mudó a Gijón. Allí falleció el 5 de febrero de 1987.

## Obra y militancia
Miembro activo del movimiento anarquista asturiano participó en la Guerra civil en el bando republicano. Al ocupar las tropas franquistas el Principado fue adscrito como soldado al bando sublevado. 
Desde niño escribió poemas y monólogos. Interpretaba sus creaciones y organizaba actuaciones en festivales y teatros. Era además actor y empresario. En la década de 1920, publicó su primer trabajo, un librito con tres monólogos y un poema titulado "A mio Asturies".
Viviendo en Mieres creó La Gracia artística mierense, un grupo de guitarristas, un caricato y el mismo, con la que alcanzaron el éxito en todas sus actuaciones.
Anxelu fue un autor pionero en su región, pues se le considera el  primer y más importante monologuista de Asturias.

## Reconocimientos
Anxelu recibió en vida muchos homenajes, entre ellos:
- En 1933 por parte de la Masa Coral y Artística de Ujo.
- En 1975 en el Teatro Capitol en el III  Concurso de Monologuistas Asturianos los monólogos debían ser suyos.
- En 1977 fue nombrado Personaje importante del año en Colloto.
- Ya fallecido se editó el libro Monólogos, poemes y teatro asturiano, presentado en la Casa de Cultura de Mieres.

## Obras
- La excursión de Anxelu a Pravia
- Pa Marruecos
- Celedonio
- De corazón sanu
- El divorcio de segundo
- Les tres chaquetes d'Anxelu
- La sentencia de Pachu
- A Tino no-y gusta el vino
- Linón
- El tiru por la culata
- Un tratu sin condición
- Les conquistes de Rufón el Pinto
- En qué pensaría Xuaca
- Los consejos de Anxelu
- Recuerdos de San Antón
- Pachón a la caza del gurrión
- La despedida de Pin
- Siempre contigo, Mariyina